# کارت سبز (فیلم)
کارت سبز (به انگلیسی: Green Card) فیلمی ۱۰۷ دقیقه‌ای به کارگردانی پیتر ویر با بازی ژرار دوپاردیو محصول کشور ایالات متحده آمریکا است.